# Estación de Valença
La Estación Ferroviaria de Valença, igualmente conocida como Estación de Valencia, es una plataforma de la Línea del Miño, que sirve la localidad de Valencia de Miño, en Portugal.

## Características
Se encuentra en frente de la Avenida de la Estación, en la localidad de Valença.
En el año 2010, poseía 3 vías de circulación, con 397, 365 y 248 metros de longitud; las plataformas presentaban 154, 141 y 99 metros de extensión y 25 centímetros de altura.
En marzo de 2011, esta plataforma era utilizada por servicios Regionales, Internacionales e Interregionales de la operadora Comboios de Portugal.

## Historia
La vinculación ferroviaria en la Estación de Valencia abrió a la explotación en 1882.
Hasta el final de la década de 1980, se encontró en circulación un servicio internacional mixto de la Red Nacional de Ferrocarriles Españoles, con la clasificación de ómnibus, entre las localidades de Guillarei, y Valencia de Miño, pasando por Tuy.